# Federico Cartabia
 (janvier 2014).
Si vous disposez d'ouvrages ou d'articles de référence ou si vous connaissez des sites web de qualité traitant du thème abordé ici, merci de compléter l'article en donnant les références utiles à sa vérifiabilité et en les liant à la section « Notes et références ».
Federico Nicolás Cartabia, plus connu sous le nom de Fede, est un footballeur argentin né le 20 janvier 1993 à Rosario en Argentine. Il évolue au poste d'ailier à Shabab Al-Ahli.

## Palmarès
Néant